# Stazione di Beaulard
La stazione di Beaulard è una fermata ferroviaria posta sulla linea del Frejus, a servizio di Beaulard, frazione del comune di Oulx.

## Storia
Il 10 luglio 1912 venne attivato l'esercizio a trazione elettrica a corrente alternata trifase; la stazione venne convertita alla corrente continua il 28 maggio 1961. La stazione fu trasformata in fermata negli anni 1990 in seguito all'installazione del blocco automatico e all'automazione del passaggio a livello.

## Strutture ed impianti
La fermata dispone di un fabbricato viaggiatori completamente chiuso all'utenza. Al piano terreno era ubicato il dirigente movimento; una parte di esso si estrudeva con una cabina in vetro e ferro sulla banchina del binario 1. Sulla parete vicina all'ingresso, vicino al sottopasso, sono presenti un'obliteratrice ed un pannello informativo per l'utenza.
La fermata dispone dei soli due binari di corsa della linea, ciascuno servito da una propria banchina e collegati da un sottopassaggio (anche con rampa per sedie a rotelle e biciclette).
Sono comunque presenti due tettoie che coprono l'accesso al sottopassaggio in ambedue i binari, il pannello informativo, l'obliteratrice e due panchine al primo binario, accanto al fabbricato viaggiatori.

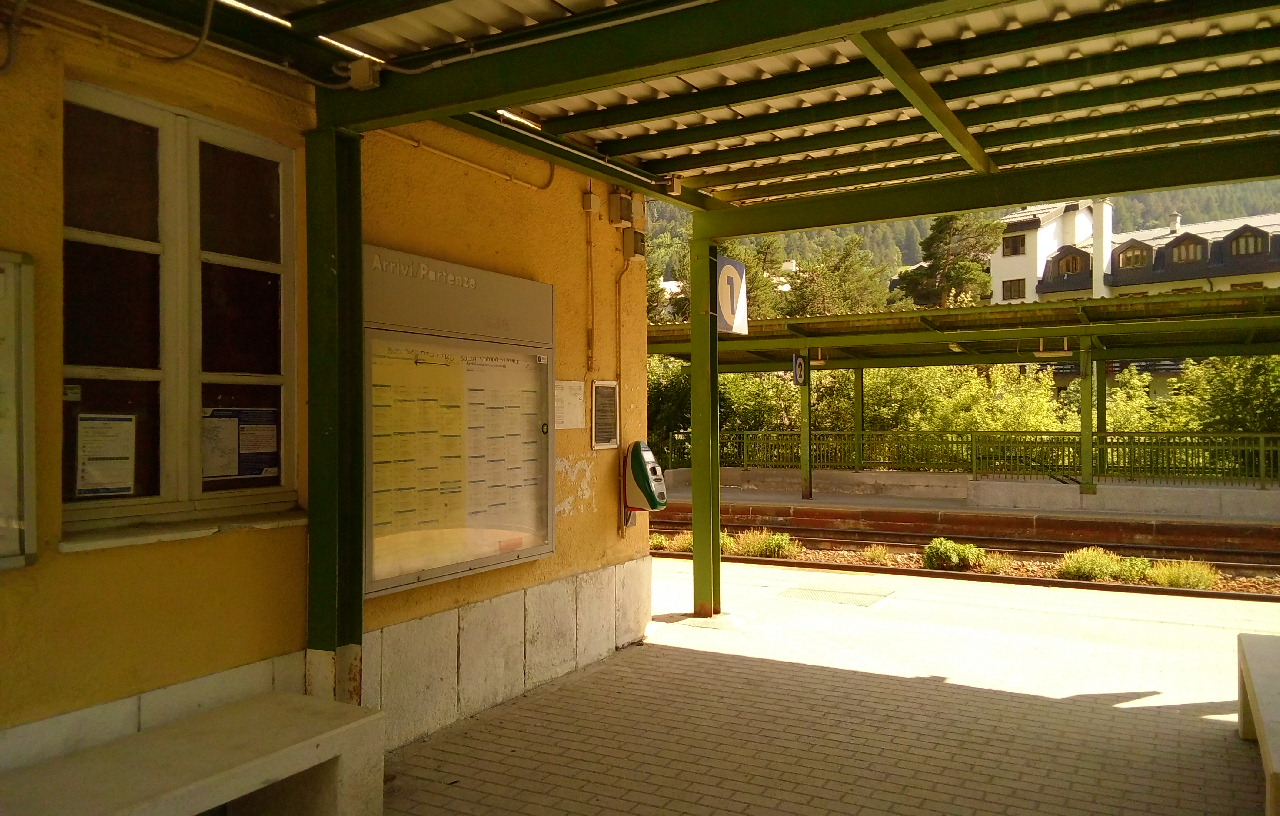
La zona di attesa con panchine, obliteratrice e pannello informativo cartaceo

## Movimento
La stazione è servita da treni regionali in servizio sulla tratta linea 3 del Servizio ferroviario metropolitano di Torino, operati da Trenitalia nell'ambito del contratto di servizio stipulato con la Regione Piemonte, per Bardonecchia e Torino.

## Servizi
La stazione, che RFI classifica nella categoria bronze, non dispone di alcun servizio.